# Ilva Ligabue
Ilva Ligabue (Bagnolo in Piano, 23 mai 1932 – Palerme, 17 août 1998) est une soprano italienne.

## Biographie
Ligabue étudie au Conservatoire de Milan et à l'école supérieure du Teatro alla Scala, faisant ses débuts en 1953 à la Piccola Scala dans L'osteria portugaise de Cherubini, puis dans La serva padrona de Pergolèse.
Deux ans plus tard, elle fait ses débuts à La Scala dans I quatro rusteghi de Wolf Ferrari, entamant une brillante carrière dans les principaux théâtres italiens, dont Venise, Palerme, l'Opéra de Rome et de nouveau à La Scala avec Beatrice di Tenda en 1961.
La même année, elle commence sa carrière internationale, avec ses débuts à Chicago (Mefistofele de Boito), puis au Metropolitan et à Dallas. Elle s'est également produite dans de grandes salles européennes, comme Vienne et Paris, aux festivals de Glyndebourne et d'Aix en Provence (Donna Elvira, Fiordiligi), ainsi qu'à Buenos Aires. En décembre 1965, elle inaugure la saison de La Scala avec La Forza del Destino.
D'autres rôles importants sont Alice dans Falstaff, Leonora dans Il Trovatore, Desdemona dans Otello, Amelia dans Un Ballo in Maschera.
Elle quitte la scène à la fin des années 70. En 2002, à l'occasion du 70e anniversaire de sa naissance, la municipalité de Bagnolo in Piano, sa ville natale, a donné son nom au théâtre local Gonzaga.

## Répertoire
| Rôle                              | Titre                   | Compositeur  |
| --------------------------------- | ----------------------- | ------------ |
| Agnese del Maino                  | Beatrice di Tenda       | Bellini      |
| Margherita                        | Mefistofele             | Boito        |
| Asteria                           | Nerone                  | Boito        |
| Lodoïska                          | Lodoïska                | Cherubini    |
| Gabriella                         | L'osteria portoghese    | Cherubini    |
| Galatea                           | Pimmalione              | Cherubini    |
| Livia                             | L'italiana in Londra    | Cimarosa     |
| Seconda venditrice                | La vita breve           | de Falla     |
| Lesbina                           | Il filosofo di campagna | Galuppi      |
| Maddalena di Coigny               | Andrea Chénier          | Giordano     |
| Euridice                          | Orfeo ed Euridice       | Gluck        |
| La Lamentatrice                   | Giuditta                | Honegger     |
| Santuzza                          | Cavalleria rusticana    | Mascagni     |
| Suzel                             | L'amico Fritz           | Mascagni     |
| Sofia                             | Werther                 | Massenet     |
| Venere                            | Ascanio in Alba         | Mozart       |
| Contessa d'Almaviva               | Le nozze di Figaro      | Mozart       |
| Donna Elvira                      | Don Giovanni            | Mozart       |
| Fiordiligi                        | Così fan tutte          | Mozart       |
| Serpina                           | La serva padrona        | Pergolèse    |
| Manon Lescaut                     | Manon Lescaut           | Puccini      |
| Mimì                              | La bohème               | Puccini      |
| Floria Tosca                      | Tosca                   | Puccini      |
| Cio-Cio-San Cugina di Cio-Cio-San | Madama Butterfly        | Puccini      |
| Suor Angelica                     | Suor Angelica           | Puccini      |
| Nella                             | Gianni Schicchi         | Puccini      |
| Liù                               | Turandot                | Puccini      |
| Matilde d'Asburgo                 | Guglielmo Tell          | Rossini      |
| Il Soprano                        | Pulcinella              | Stravinskij  |
| Elvira                            | Ernani                  | Verdi        |
| Amalia                            | I masnadieri            | Verdi        |
| Leonora                           | Il trovatore            | Verdi        |
| Amelia Grimaldi                   | Simon Boccanegra        | Verdi        |
| Amelia                            | Un ballo in maschera    | Verdi        |
| Donna Leonora di Vargas           | La forza del destino    | Verdi        |
| Elisabetta di Valois              | Don Carlo               | Verdi        |
| Aida                              | Aida                    | Verdi        |
| Desdemona                         | Otello                  | Verdi        |
| Mrs Alice Ford Nannetta Ford      | Falstaff                | Verdi        |
| Fatima                            | Abu Hassan              | Weber        |
| Marina Siora Felice               | I quatro rusteghi       | Wolf-Ferrari |
| Rosaura                           | La vedova scaltra       | Wolf-Ferrari |
| Francesca da Polenta              | Francesca da Rimini     | Zandonai     |

## Discographie

### Enregistrements studio
- Falstaff, avec Geraint Evans, Giulietta Simionato, Robert Merrill, Rosalind Elias, Mirella Freni, Alfredo Kraus, réal. Georg Solti - RCA 1963
- Falstaff, avec Dietrich Fischer-Dieskau, Regina Resnik, Rolando Panerai, Graziella Sciutti, Juan Oncina, réal. Leonard Bernstein - Colombie/CBS 1966

### Enregistrements live
- I quatro rusteghi, avec Nicola Rossi-Lemeni, Cloe Elmo, Rosanna Carteri, Cesare Valletti, Silvio Maionica, réal. Antonino Votto - La Scala 1954 éd. Cithare
- Pimmalione, avec Umberto Borghi, Gabriella Carturan, Mariella Adani, réal. Ennio Gerelli - RAI Milan 1955 éd. Moments classiques
- Francesca da Rimini, avec Mirto Picchi, Aldo Protti, Piero De Palma, réal. Nino Sanzogno - RAI-Roma 1958 éd. Distribution des paroles
- Don Giovanni (DVD), avec Mario Petri, Sesto Bruscantini, Orietta Moscucci, Luigi Alva, Graziella Sciutti, réal. Nino Sanzogno - Naples 1958 éd. Maison de l'Opéra
- Il Trovatore, avec Franco Corelli, Mario Zanasi, Adriana Lazzarini, Salvatore Catania, réal. Arturo Basile - Parme 1961 éd. Maison de l'Opéra/Myto (sélectionner.)
- Othello, avec Mario Del Monaco, Ramón Vinay, réal. Nicola Rescigno - Dallas 1962 éd. Mélodrame/Scène vivante
- Otello, avec Mario Del Monaco, Tito Gobbi, réal. Nino Sanzogno - Palerme 1962 éd. Maison de l'Opéra/Mélodram doré
- Le Troubadour, avec Franco Corelli, Mario Zanasi, Grace Bumbry, Ivo Vinco, réal. Bruno Bartoletti - Chicago 1964 éd. Première d'opéra
- La Force du Destin, avec Carlo Bergonzi, Piero Cappuccilli, Nicolai Ghiaurov, réal. Gianandrea Gavazzeni - La Scala 1965 éd. Distribution des paroles
- Falstaff, avec Tito Gobbi, Fedora Barbieri, Walter Alberti, Lydia Marimpietri, Agostino Lazzari, réal. Mario Rossi - RAI-Turin 1966 éd. Mythe
- Manon Lescaut, avec Gastone Limarilli, Mario Basiola, réal. Antonino Votto - Palerme 1968 éd. Amateurs d'opéra
- La Force du Destin, avec Carlo Bergonzi, Piero Cappuccilli, Agostino Ferrin, réal. Fernando Previtali - RAI-Turin 1971 éd. Bongiovanni
- I masnadieri, avec Boris Christoff, Gianni Raimondi, Renato Bruson, réal. Gianandrea Gavazzeni - Rome 1972 éd. Bongiovanni/Opéra D'Oro
- Ernani, avec Franco Corelli, Piero Cappuccilli, Ruggero Raimondi, réal. Oliviero De Fabritiis - Vérone 1972 éd. Bongiovanni/Myto
- Andrea Chénier, avec Jon Vickers, Silvano Carroli, réal. Nicola Rescigno - Dallas 1973 éd. Distribution des paroles
- Nérone, avec Bruno Prevedi, Agostino Ferrin, Alessandro Cassis, Antonio Zerbini, réal. Gianandrea Gavazzeni - RAI-Turin 1975 éd. Bongiovanni/Scène vivante

## Note
1. ↑  (it) « Teatro Comunale Gonzaga Ilva Ligabue », sur regione.emilia-romagna.it via Wikiwix (consulté le 4 décembre 2023).